# Cephalobyrrhus bertiae
Cephalobyrrhus bertiae är en skalbaggsart som beskrevs av Andreas Pütz 1998. Cephalobyrrhus bertiae ingår i släktet Cephalobyrrhus och familjen lerstrandbaggar. Inga underarter finns listade i Catalogue of Life.